# U.S. Catanzaro 1929
U.S. Catanzaro 1929 là một câu lạc bộ bóng đá Ý có trụ sở tại Catanzaro, Calabria.
Lần tham gia của họ ở Serie A gần nhất vào năm 1983.

## Lịch sử

### Thành lập vài tái lập
Câu lạc bộ được thành lập vào năm 1927 với tên Unione Sportiva Catanzarese, sau đó đổi tên thành Unione Sportiva Fascista Catanzarese năm 1929, năm 1946 thành Unione Sportiva Catanzaro, và năm 2006 thành Football Club Catanzaro. Đội đang thi đấu với cái tên hiện tại từ năm 2011, sau khi hủy đăng ký của câu lạc bộ trước đó vì những rắc rối tài chính.

### Từ Serie A đến lần phá sản đầu tiên
Catanzaro đã thăng hạng lên Serie B năm 1959, và lọt vào trận chung kết Coppa Italia năm 1966. Năm 1971, họ đã đánh bại Bari trong trận play-off để giành quyền thăng hạng lên Serie A lần đầu tiên.
Mùa giải Serie A của Catanzaro đã chứng kiến họ đấu tranh và chịu thua xuống hạng trong ngày cuối cùng chỉ với 3 chiến thắng và 15 trận hòa đạt 21 điểm. Tuy nhiên, chiến thắng đầu tiên tại Serie A của họ đã đến ở vòng 16 với chiến thắng 1-0 trước Juventus. Sau khi bỏ lỡ một thời gian ngắn để trở lại Serie A năm 1975, họ đã trở lại vào năm 1976 nhưng một lần nữa chỉ kéo dài một năm.
Lần thăng hạng thứ ba vào năm 1978 đã mở ra kỷ nguyên vàng của câu lạc bộ với thời gian 5 năm ở Serie A. Với một đội bao gồm Claudio Ranieri, Gianni Improta và Massimo Palanca mang tính biểu tượng, Catanzaro đứng ở vị trí thứ 9 rất đáng tin cậy vào năm 1979. Mặc dù họ đã kết thúc vị trí thứ 14 và bị xuống hạng cho mùa giải tiếp theo, họ đã giành được quyền ở lại nhờ vào sự xuống hạng bắt buộc của AC Milan và Lazio. Họ đứng vị trí thứ 8 vào năm 1981 và thứ 7 vào năm sau trước khi xuống hạng vào năm 1983. Phần lớn trong bốn năm tiếp theo được dành cho việc lên xuống giữa Serie B và C1.
Catanzaro nổi lên như một ứng cử viên thăng hạng một lần nữa vào năm 1988, với việc Palanca đã trở lại câu lạc bộ sau một mùa giải không có kết quả ở Napoli. Kết thúc ở vị trí thứ 5, họ chịu thua trong các cuộc xuống hạng liên tiếp vào năm 1990 và 1991, ở lại Serie C2 cho đến năm 2003.
Năm 2005, sau hai lần thăng hạng liên tiếp, Catanzaro trở lại Serie B sau 15 năm vắng bóng. Tuy nhiên, sau một mùa giải nghèo nàn, họ đã kết thúc mùa giải Serie B ở vị trí cuối cùng, đồng nghĩa với việc xuống hạng tại Serie C1. Catanzaro sẽ ngay lập tức có cơ hội khác, đội được phục hồi Serie B do các vị trí liên quan đến việc loại các đội khác khỏi Serie B. Trong mùa giải Serie B năm 2005/2006, Catanzaro đã trở lại lần cuối và bị xuống hạng Serie C1; sự xuống hạng kéo theo những rắc rối tài chính dẫn đến việc liên đoàn hủy đăng ký câu lạc bộ.

### FC Catanzaro

Logo cũ của FC Catanzaro (được sử dụng từ năm 2006 đến 2011)

Vào mùa hè năm 2006, câu lạc bộ đã được giới thiệu với tên mới là FC Catanzaro và đăng ký vào Serie C2 cho mùa giải 2006-2007, với hy vọng trở lại các giải đấu cao hơn.
Trong mùa 2010-11, ban đầu họ bị rớt hạng từ Lega Pro Seconda Divisione nhóm C xuống Serie D, nhưng do sự xuống hạng của Pomezia ở vị trí cuối cùng, câu lạc bộ đã được cứu khỏi sự xuống hạng.
Vào ngày 18 tháng 7 năm 2011 đội được loại trừ bởi Hội đồng Liên bang từ Lega Pro Seconda Divisione, nhưng vào ngày 27 Tháng bảy 2011 đội đã thắng Tnas và sau đó có thể chơi tại 2011-12 Lega Pro Seconda Divisione.

### Hoa Kỳ Catanzaro 1929
Vào ngày 30 tháng 6 năm 2011, công ty Catanzaro Calcio 2011 đã mua lại vĩnh viễn chi nhánh công ty của FC Catanzaro đã bị phá sản.
Kể từ ngày 6 tháng 8 năm 2011, công ty đã chuyển sang cái tên hiện tại, sau khi đã mua thương hiệu lịch sử và logo của U.S Catanzaro.
Trong mùa giải 2011-12, Catanzaro đã giành được vị trí thứ hai trong Lega Pro Seconda Divisione và được thăng lên Lega Pro Prima Divisione sau trận playoff. Hai mùa tiếp theo chứng kiến Catanzaro kết thúc ở vị trí thứ mười và thứ tư, và cũng tham gia vào vòng play-off thăng hạng (sau đó thua Benevento).

## Màu sắc và huy hiệu
Màu của đội là đỏ vàng.

## Lịch sử chủ tịch
Dưới đây là danh sách lịch sử chủ tịch của Catanzaro, từ khi chúng được thành lập năm 1927, cho đến ngày nay. 
| Tên                    | Năm       |
| ---------------------- | --------- |
| Antonio Susanna        | 1927–1928 |
| Enrico Talamo          | 1928–1937 |
| Arnaldo Pugliese       | 1937–1944 |
| Italo Paparazzo        | 1944–1945 |
| Umberto Riccio         | 1945–1946 |
| Giuseppe Zamboni Pesci | 1946–1948 |
| Gino Guarnieri         | 1948–1950 |
| Aldo Ferrara           | 1950–1958 |
| Nicola Ceravolo        | 1958–1979 |

| Tên                | Năm       |
| ------------------ | --------- |
| Adriano Merlo      | 1979–1984 |
| Giuseppe Albano    | 1984–1995 |
| Giuseppe Soluri    | 1995–1999 |
| Giovanni Mancuso   | 1999–2002 |
| Claudio Parente    | 2002–2006 |
| Giancarlo Pittelli | 2006–2008 |
| Pasquale Bove      | 2008–2009 |
| Antonio Aiello     | 2009–2011 |
| Giuseppe Cosentino | 2011–2016 |

## Lịch sử quản lý
| Tên                              | Quốc tịch       | Năm       |
| -------------------------------- | --------------- | --------- |
| Baroni Dino                      | liên_kết=\|viền | 1928–1931 |
| Géza Kertész                     | liên_kết=\|viền | 1931–1933 |
| Yuri Koszegi                     | liên_kết=\|viền | 1933–1936 |
| Remo Migliorini Gorni Schoenfeld | liên_kết=\|viền | 1936–1937 |
| Walter Colombiaati               | liên_kết=\|viền | 1937–1938 |
| Riccardo Mottola                 | liên_kết=\|viền | 1938–1946 |
| Pietro Piselli                   | liên_kết=\|viền | 1946–1947 |
| Todor Veselinović                | liên_kết=\|viền | 1986      |
| Francesco Cozza                  | liên_kết=\|viền | 2011–     |

## Cầu thủ

### Đội hình hiện tại
Tính đến ngày 25/1/2024
Ghi chú: Quốc kỳ chỉ đội tuyển quốc gia được xác định rõ trong điều lệ tư cách FIFA. Các cầu thủ có thể giữ hơn một quốc tịch ngoài FIFA.
| Số | VT | Quốc gia | Cầu thủ                           |
| -- | -- | -------- | --------------------------------- |
| 1  | TM | Ý        | Andrea Fulignati                  |
| 4  | HV | Brasil   | Matias Antonini                   |
| 7  | TĐ | Ý        | Luca D'Andrea (mượn từ Sassuolo)  |
| 8  | TV | Ý        | Luca Verna                        |
| 9  | TĐ | Ý        | Pietro Iemmello                   |
| 10 | TV | Ý        | Jacopo Petriccione                |
| 14 | HV | Ý        | Stefano Scognamillo               |
| 16 | TM | Ý        | Andrea Sala                       |
| 17 | TĐ | Ý        | Enrico Brignola                   |
| 18 | TV | Ý        | Andrea Ghion                      |
| 19 | TĐ | Ý        | Matteo Stoppa (mượn từ Sampdoria) |
| 20 | TV | Ý        | Simone Pontisso                   |
| 21 | TV | Ý        | Marco Pompetti                    |

| Số | VT | Quốc gia | Cầu thủ                                  |
| -- | -- | -------- | ---------------------------------------- |
| 22 | TM | Ý        | Edoardo Borrelli                         |
| 23 | HV | Ý        | Nicolò Brighenti (đội trưởng)            |
| 24 | TV | Hy Lạp   | Dimitris Sounas                          |
| 27 | TV | Bỉ       | Jari Vandeputte                          |
| 28 | TĐ | Ý        | Tommaso Biasci                           |
| 32 | HV | Slovenia | Luka Krajnc                              |
| 33 | TV | Ý        | Andrea Oliveri (mượn từ Atalanta)        |
| 44 | HV | Ý        | Kevin Miranda (mượn từ Sassuolo)         |
| 70 | TĐ | Ý        | Giuseppe Ambrosino (mượn từ from Napoli) |
| 72 | HV | Ý        | Davide Veroli (mượn từ Cagliari)         |
| 92 | TV | Croatia  | Mario Šitum                              |
| 98 | TĐ | Ý        | Alfredo Donnarumma (mượn từ Ternana)     |